# Ризоподы
Ризоподы, или корненожки (лат. Rhizopoda) — полифилетическая  группа простейших, ранее  рассматривавшаяся в ранге подкласса в классе саркодовых. В состав подкласса корненожек включались в качестве отрядов амёбы, раковинные амёбы и фораминиферы.
Иногда в состав корненожек в качестве отрядов включали также радиолярий и солнечников. В таком объёме эта группа соответствует саркодовым в целом.
Тело состоит из протоплазмы, образующей временные выросты различной формы (ложные ножки), служащие для захвата пищевых частиц и для передвижения. Многие корненожки имеют раковину или скелет.

## Строение
Клетка простейших включает в себя клеточную мембрану, цитоплазму, чаще всего одно ядро (но есть и многоядерные формы), органеллы (пищеварительная вакуоль, сократительная вакуоль, митохондрии).

## Питание
Питаются корненожки гетеротрофно, обтекая пищевые частицы (мелкие простейшие, бактерии, органические фрагменты) и фагоцитируя. Затем пищеварительная вакуоль переваривает пищу, а непереваренные остатки выводятся наружу посредством экзоцитоза.

## Размножение
Размножение осуществляется бесполым способом, у раковинных корненожек появляется половой процесс.